# La strana storia dell'isola Panorama
La strana storia dell'isola Panorama (パノラマ島綺譚?, Panorama-tō kitan) è un manga di Suehiro Maruo, ispirato all'omonimo racconto di Ranpo Edogawa.
L'opera è stata pubblicata per la prima volta nel 2008 in Giappone, dalla casa editrice Enterbrain, sul mensile Comic Beam e in seguito raccolta in un volume unico. L'edizione italiana è stata pubblicata dalla casa editrice Coconino Press nel 2011.

## Trama
In Giappone, negli anni Venti del Novecento, Hirosuke Hitomi è uno scrittore di romanzi utopici e sogna da tempo di poter costruire un paradiso terrestre. Durante una visita del proprio editore, Hirosuke scopre che un suo compagno dei tempi dell'università, Genzaburo Komoda, è morto. Genzaburo era il rampollo della più ricca famiglia nel Kishu e assomigliava in modo impressionante a Hirosuke. Hirosuke decide dunque di simulare il proprio suicidio e diventare Genzaburo. Lo scambio d'identità ha successo: Hirosuke riesce a ingannare i familiari, i dipendenti e persino la moglie del defunto, facendo credere di essere stato seppellito vivo ed essere riuscito a uscire dalla tomba. Grazie al patrimonio del defunto, Hirosuke può realizzare il proprio sogno e iniziare subito i preparativi a un'isola vicina, coinvolgendo nei lavori tutti gli abitanti del posto.
Chiyoko, la bella moglie di Genzaburo, inizia a sospettare del marito: una sera Hirosuke, ubriaco, mostra la sua vera natura, facendo l'amore con la donna, la quale capisce subito che l'uomo non è suo marito. I lavori sono quasi giunti al termine e Hirosuke decide di portare Chiyoko sull'isola per una prima visita. L'isola appare in tutta la sua bellezza: paesaggi inimmaginabili con tunnel subacqueo, riproduzioni di monumenti e opere d'arte famosi, giardini fioriti con statue e pavoni, passaggi nascosti, campi aperti e viste mozzafiato. Hirosuke è riuscito a realizzare il suo sogno: uno splendido paradiso nel quale gli adulti si possano divertire, un'isola con svariati panorami che intorpidisce i sensi e distorce la realtà.
Chiyoko, dopo aver perso i sensi per il troppo stupore, viene uccisa da Hirosuke. Tempo dopo, arriva sull'isola un investigatore, Kogoro Akechi, mandato dai genitori della donna, preoccupati per la scomparsa della figlia. Kogoro scopre la verità su Hirosuke e sull'isola, diventata la tomba della giovane Chiyoko. Hirosuke si uccide, facendosi esplodere in aria insieme ai fuochi di artificio. Una pioggia di sangue inonda l'isola per un ultimo macabro saluto.

## Personaggi
Hirosuke Hitomi
Scrittore di romanzi utopici, lavora per una piccola casa editrice e non ha soldi. Il protagonista si rasa i capelli e si strappa via un dente per poter essere identico al suo compagno Genzaburo. Il suo unico scopo è realizzare il proprio sogno edonistico e utopico. Egoista, maestro della finzione ed eterno sognatore. Hirosuke ama Edgar Allan Poe e ha scritto un romanzo utopico, La storia di Ra, nel quale il protagonista entra improvvisamente in possesso di un'ingente fortuna e con quel denaro costruisce il paradiso terrestre che sognava da lungo tempo.
Genzaburo Komoda
Compagno di Hirosuke ai tempi dell'università e rampollo di una ricca famiglia del Kishu. Muore prematuramente il 20 giugno del 2º anno Showa, all'età di 38 anni, a causa di un attacco d'asma. Sposato con la bella e giovane Chiyoko, non ha avuto figli.
Chiyoko
Donna bella e sventurata, giovane moglie di Genzaburo. Conduce una vita da ricca signora. Dopo ben due aborti, non è riuscita a dare un erede alla famiglia Komoda. Viene uccisa da Hirosuke sull'isola.
Kogoro Akechi
Investigatore ingaggiato dai genitori di Chiyoko, preoccupati per la scomparsa della figlia. Dopo aver letto La storia di Ra, opera pubblicata dopo il finto suicidio di Hirosuke, indaga sullo scrittore e scopre la sua truffa.

## Pubblicazione
La strana storia dell'isola Panorama è stato serializzato in Giappone sulla rivista mensile Comic Beam dalla casa editrice Enterbrain e in seguito raccolto in un volume unico, pubblicato il 28 febbraio 2008. L'edizione italiana è stata curata da Coconino Press e pubblicata per la prima volta il 7 dicembre 2011.

## Accoglienza
La strana storia dell'isola Panorama è valso a Suehiro Maruo il riconoscimento per il miglior nuovo artista al 13º Premio culturale Osamu Tezuka.